# Y387 Agpa
Y386 Agpa, var en inspektionskutter i Søværnet fra 1974 og frem til 2009 hvor skibet blev solgt på en auktion for overskydende militært materiel.